# Strib Fyr
Der Leuchtturm Strib Odde (dänisch Strib Odde Fyr) oder kurz Leuchtturm Strib (dänisch Strib Fyr) ist ein dänischer Leuchtturm auf der Landzunge Strib Odde westlich des Ortes Strib auf Fünen. Der Ort gehört zur Middelfart Kommune.
Das Leuchtfeuer ist eines in einer ganzen Reihe von Seezeichen, die durch die Lage des Kleinen Belts notwendig wurden, um eine sichere Durchfahrt zu gewährleisten. Dies waren der Leuchtturm Stavrby Skovs, der Leuchtturm Damgård, der Leuchtturm Børup Nordre, der Leuchtturm Børup West, der Leuchtturm Snoghøj, der Leuchtturm Bågø, der Leuchtturm Fænø sowie ein Leuchtfeuer auf dem Dach von Skærbækværket.

## Geschichte
Der erste Leuchtturm, ein 6 m hoher Eisenturm mit einem weißen Dauerlicht und Spiegelvorrichtung, wurde 1883 errichtet. Dieser wurde 1900 durch das heutige weiße, quadratische gemauerte Bauwerk ersetzt, das 21 m hoch ist.
Der neue Leuchtturm wurde mit einem Winkelfeuer mit Linsenapparat und Dochtbrenner ausgestattet. 1922 wurde dieser durch einen Blaugasbrenner ersetzt, 1926 erfolgte die Umrüstung auf elektrische Glühlampe mit einer Helligkeit von 17.000 HL.
Der Leuchtturm ist in Betrieb und im Eigentum des Staates. Er wurde 2005 restauriert.